# Devonbrücke (Cambus)
Die Devonbrücke bei Cambus ist eine Bogenbrücke über den Devon nahe der Siedlung Cambus bei der schottischen Stadt Tullibody in der Council Area Clackmannanshire. Sie gehört zu den ältesten gusseisernen Brücken in Schottland.
1972 wurde das Bauwerk in die schottischen Denkmallisten in der höchsten Kategorie A aufgenommen. Des Weiteren war die Brücke zwischen 1975 und 2016 zusätzlich als Scheduled Monument geschützt.

## Geschichte
Die Brücke stammt aus dem frühen 19. Jahrhundert und wurde im Zusammenhang mit der Whiskybrennerei Cambus errichtet. Der Bauzeitraum kann auf die Jahre zwischen 1825 und 1840 eingegrenzt werden. Noch bis ins späte 20. Jahrhundert war sie für den innerbetrieblichen Verkehr freigegeben. 1995 wurde ein Antrag des Spirituosenkonzerns United Distillers (heute zu Diageo gehörig) zur Errichtung eines Sicherheitszauns, welcher die Zugänglichkeit der Brücke für die Öffentlichkeit ausgeschlossen hätte, abgelehnt. Gleichzeitig wurde die Zuständigkeit der Regierung von Clackmannanshire für die Brücke beschieden. Zwischen Juni 1996 und März 1997 wurde das Bauwerk restauriert. Hierzu war eine aufwändige Gerüstkonstruktion nötig und Teile der Arbeiten konnten nur in Zeiten durchgeführt werden, in denen nicht mit Überflutung zu rechnen war. Die Gesamtkosten beliefen sich auf 57.485 £.

## Beschreibung
Die Brücke quert den Devon rund 800 Meter vor dessen Mündung in den Forth. Sie liegt direkt nordwestlich der zwischenzeitlich aufgegebenen Whiskybrennerei, deren Gebäude jedoch noch genutzt werden.
Die Brücke hat einen gusseisernen Segmentbogen als Tragwerk, der aus vier Rippen besteht. Diese bestehen jeweils aus fünf vorgefertigten Teilen: drei 60 cm hohe Bogensegmente, welche an den Drittelspunkten des Gewölbes stumpf an Querstegen gefügt sind, sowie zwei dreieckige Teile, die jeweils an den Enden der Brücke angebracht sind, um die Steigung der Fahrbahn am Anfang des Bogens zu verringern.
Der Segmentbogen ist ungefähr 20 m lang und mit einer Pfeilhöhe von 2,1 m ausgeführt. Die 3,6 m breite Fahrbahn besteht aus Holzdielen, die auf das gusseiserne Tragwerk aufgelegt sind. Die ursprünglichen Führungsschienen für Pferdegespanne bis zu einer Achsbreite von 1,2 m sind heute noch zu erkennen.